# Ханхонгор
Ханхонгор (монг.: Ханхонгор) — сомон аймаку Умнеговь, Монголія. Площа 9931 км², населення 2,9 тис. чол. Центр сомону селище Угуумур лежить за 533 км від Улан-Батора, за 25 км від міста Даланзадгад.

## Рельєф
Гори Зуунсайхан (2800 м), Дунд сайхан, Тахилга (1716 м), Теег, Залаахайрхан, Іх, Бага Уул (1692 м), Улзийт (1894 м), Дулаан (1834 м), більшу частину займають долини Угуумур, Жаргалант, Шавагтай, Хон дот, Мандах, Халзан. Озера Улаан, Шавагтай, Ергийн Ус.

## Клімат
Клімат різко континентальний. Щорічні опади 100—200 мм, середня температура січня −15-20°С, середня температура липня +20-23°С.

## Природа
Водяться вовки, лисиці, дикі степові кішки, корсаки, зайці, кулани, аргалі, дикі кози.

## Корисні копалини
Дорогоцінне каміння, вугілля, свинець, хімічна та будівельна сировина.

## Соціальна сфера
Є школа, лікарня, сфера обслуговування, майстерні.